# Андерсен, Андреас
Андреас Мартин Андерсен (норв. Andreas Martin Andersen; 14 августа 1869, Берген — 1 февраля 1902, Бостон) — американский художник норвежского происхождения. Брат скульптора Хендрика Андерсена.
В 1873 г. родители Андерсена перебрались в США. Он учился живописи в Бостоне в художественной школе Коулза, затем в Париже в Академии Жюлиана.
Автор жанровой живописи, наиболее известная работа — «Женщины поют» (англ. Woman Singing), и многочисленных пейзажей в манере Джона Сарджента. Писал также портреты, в том числе Джулии Уорд Хау; Джордж Сантаяна высоко ценил свой портрет, который Андерсен выполнил углём в 1896 году.

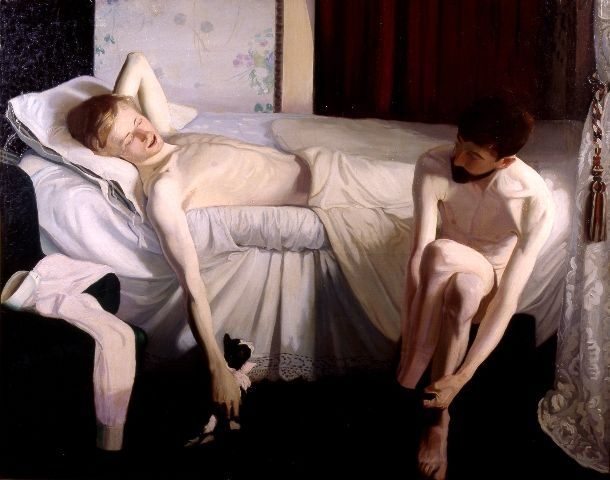
А. Андерсен. Хендрик Андерсен и Джон Бриггс Поттер во Флоренции (1894)

За месяц до смерти Андерсен женился на Оливии Кушинг, сестре своего соученика по Бостону художника Ховарда Гардинера Кушинга (1869—1916). Кушинг писала пьесы, много лет вела дневник (частично опубликован в 2002 г.) и оставила наследство Хендрику Андерсену, сделав возможной его дальнейшую творческую деятельность в Риме.